# Eudoxis
Eudoxis war eine kanadische Power- und Thrash-Metal-Band aus Montreal, die im Jahr 1984 gegründet wurde und sich 1993 wieder auflöste.

## Geschichte
Die Band wurde 1984 gegründet und schuf 1985 ein erstes Musikvideo zum Lied Metal Fix, wodurch ihre Bekanntheit stieg. 1986 schloss sich die EP Attack from Above an. Die Besetzung bestand darauf aus Bassist Rick „Raz“ Raczko, Schlagzeuger Stephane Rioux, Sänger Leiv Arnesen und Gitarrist Ronnie Theriault. Letzterer hatte Mark Hill-Anderson ersetzt, der noch in dem Video zu Metal Fix zu sehen war. In den folgenden Jahren veränderte sich die Besetzung erneut, sodass die Band 1989 aus Gitarrist Mars B. Alexander, Sänger Sotiri Papafylis, sowie Bassist Raczko und Schlagzeuger Rioux bestand. Während der Aufnahmen zum Debütalbum wurde Stephane Rioux durch Schlagzeuger J.P. Perrault ersetzt. Nachdem 1991 das Album Open Fire über Shell Shock Music veröffentlicht worden war, folgte im Sommer desselben Jahres eine Tour. Mario Gilles war hierbei als weiterer Gitarrist zu hören. Das Video wurde auf kanadischen Musiksendern wie MusquePlus und MuchMusic ausgestrahlt, bzw. als Lied auf Radiosendern wie CKUT-FM, CKWR-FM und CRSG-FM gespielt. 1993 löste sich die Band auf.

## Stil
Die Band spielte eine Mischung aus Thrash- und Power-Metal, wobei auch Einflüsse aus der New Wave of British Heavy Metal hörbar sind. Klanglich lassen sich die Lieder mit Metallicas Whiplash vergleichen.

## Diskografie
- 1986: Attack from Above (EP, Fringe Product)
- 1991: Open Fire (Album, Shell Shock Music)